# Begga de Landen
Santa Begga de Landen (em francês: Begue; 615? - 17 de dezembro de 693) foi uma nobre e religiosa franca.

## Vida e obras
Era filha de Pepino de Landen, prefeito do palácio da Austrásia, e de sua esposa, Ida de Nivelles. Begga se casou com Ansegisel, filho de Arnulf de Metz, e foi mãe de Pepino de Herstal, fundador na dinastia carolíngia de reis da França.
Com a morte de seu marido em 691, ela proferiu os votos religiosos e ingressou em uma abadia em Nivelles que havia sido fundado por sua mãe e era então governada por sua irmã Gertrudes. Havia feito um voto de fundar outra abadia, que se materializou em Andenne, onde permaneceu o resto de seus dias como abadessa.

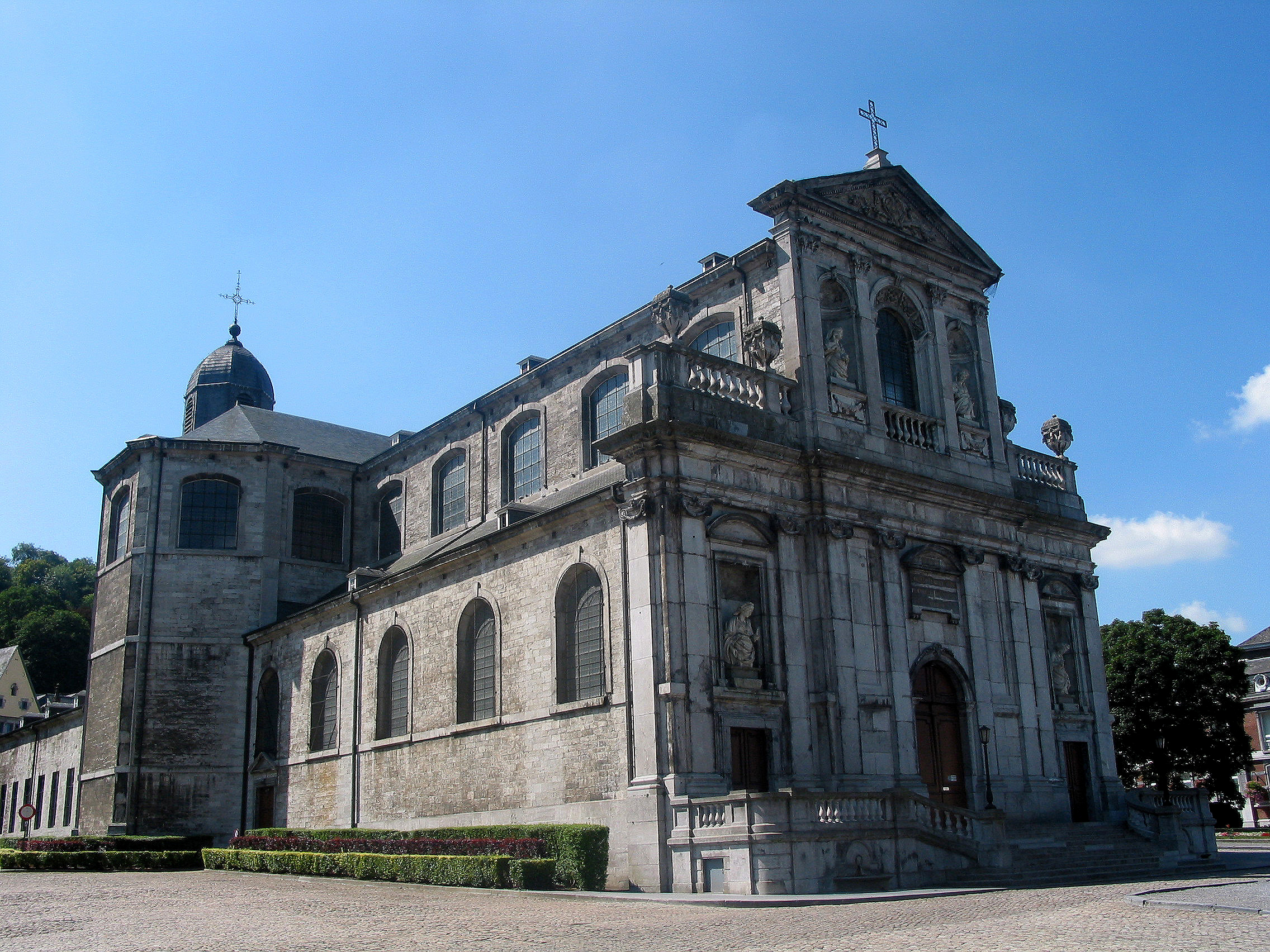
Igreja Santa Begga de Andenne.

Hoje a abadia está sob sua invocação. Não se sabe ao certo quando começou a ser venerada como santa. As primeiras notícias datam do século XI, e são do século XII os primeiros hinos conhecidos em sua honra.
Alguns estudiosos defendiam que o movimento das beguinas, que apareceu no século XII, teria sido, na realidade, fundado por Santa Begga. Na igreja no beguinato de Lier há uma estátua da santa sobre uma inscrição "Santa Begga, nossa fundadora". Essa tradição deu origem a um rico folclore e a uma ritualística particular sobre Begga entre as beguinas, porém, segundo pesquisas recentes as primeiras menções seguras de sua associação com este movimento religioso datam somente do século XV, e na década de 1970 foi demonstrado que a palavra que denomina o movimento nasceu a partir da raiz "begg", que significa murmurar, falar pouco claramente, em alusão aos hábitos de prece em voz baixa que mantinham. Assim, a associação de Begga com as beguinas hoje está descartada.